# Хворостянский сельсовет (Липецкая область)
Хворостянский сельсовет — сельское поселение в Добринском районе Липецкой области Российской Федерации.
Административный центр — железнодорожная станция Хворостянка.

## История
Статус и границы сельского поселения установлены Законом Липецкой области от 23 сентября 2004 года № 126-ОЗ «Об установлении границ муниципальных образований Липецкой области»

## Население
| 2010  | 2012  | 2013  | 2014  | 2015  | 2016  | 2017  |
| ----- | ----- | ----- | ----- | ----- | ----- | ----- |
| 1425  | ↘1400 | ↘1388 | ↘1370 | ↘1361 | ↘1323 | ↘1314 |
| 2018  | 2021  |       |       |       |       |       |
| ↘1306 | ↗1308 |       |       |       |       |       |

## Состав сельского поселения
| № | Населённый пункт   | Тип населённого пункта                          | Население |
| - | ------------------ | ----------------------------------------------- | --------- |
| 1 | Казельки           | деревня                                         | 11        |
| 2 | Никольское         | село                                            | ↘30       |
| 3 | Новая Жизнь        | деревня                                         | 27        |
| 4 | Ольшанка           | деревня                                         | ↘21       |
| 5 | Падворские Выселки | село                                            | 21        |
| 6 | Салтычки           | село                                            | 237       |
| 7 | Хворостянка        | железнодорожная станция, административный центр | ↘1078     |